# Ẍ
Cette page contient des caractères spéciaux ou non latins. S’ils s’affichent mal (▯, ?, etc.), consultez la page d’aide Unicode.
Ẍ (minuscule : ẍ), appelé X tréma, est une lettre additionnelle latine, utilisée dans l’écriture du akateko, du awakateko, du jacaltec, du kurmandji et du mam. Elle est aussi utilisée dans la romanisation ALA-LC du kurde.
Il s’agit de la lettre X diacritée d’un tréma.

## Utilisation
La lettre diacritée x tréma ‹ ẍ › est aussi utilisée en alfonic, une notation phonologique du français créée dans les années 1970 par le linguiste André Martinet. En alphonic, la lettre x ‹ x › remplace le ‹ eu › et le e muet ‹ e › ; et la lettre diacritée ‹ ẍ › note le son nasalisé correspondant.  Le x est maintenant parfois remplacé par l’e dans l’o ‹ œ › ;  et le x tréma ‹ ẍ › par e dans l’o tilde ‹ œ̃ ›. L’alfonic n’utilise pas de majuscules.

## Représentations informatiques
Le X tréma peut être représente avec les caractères Unicode suivants :
- précomposé (latin étendu additionnel) :

| formes    | représentations | chaînes de caractères | points de code | descriptions                    |
| --------- | --------------- | --------------------- | -------------- | ------------------------------- |
| capitale  | Ẍ               | Ẍ                     | U+1E8C         | lettre majuscule latine x tréma |
| minuscule | ẍ               | ẍ                     | U+1E8D         | lettre minuscule latine x tréma |

- décomposé (latin de base, diacritiques) :

| formes    | représentations | chaînes de caractères | points de code | descriptions                                |
| --------- | --------------- | --------------------- | -------------- | ------------------------------------------- |
| capitale  | Ẍ               | X◌̈                    | U+0058 U+0308  | lettre majuscule latine x diacritique tréma |
| minuscule | ẍ               | x◌̈                    | U+0078 U+0308  | lettre minuscule latine x diacritique tréma |